# Тесфає Гебре Кідан
Тесфає Гебре Кідан (липень 1937 — 2 червня 2004) — ефіопський військовик і політик, генерал-лейтенант, член Дерг та уряду Менгисту Хайле Маріама, один з відповідальних за червоний терор в Ефіопії, міністр оборони, військовий губернатор Еритреї, віце-президент (з 1989).

## Кар'єра
Після того як 21 травня 1991 року Маріам утік з країни, Тесфає Гебре Кідан став тимчасовим президентом. Він закликав повстанців до припинення вогню й запропонував їм розділити владу, але безрезультатно. За тиждень столицю взяли загони Революційного демократичного фронту. Після цього Гебре Кідан сховався в італійському посольстві, де провів 13 років, поки не був убитий у бійці колишнім міністром закордонних справ Бірхану Бає. Як повідомив один із лікарів, Тесфає Гебре Кідана ударили по голові пляшкою.